# Georg Olivier von Wallis

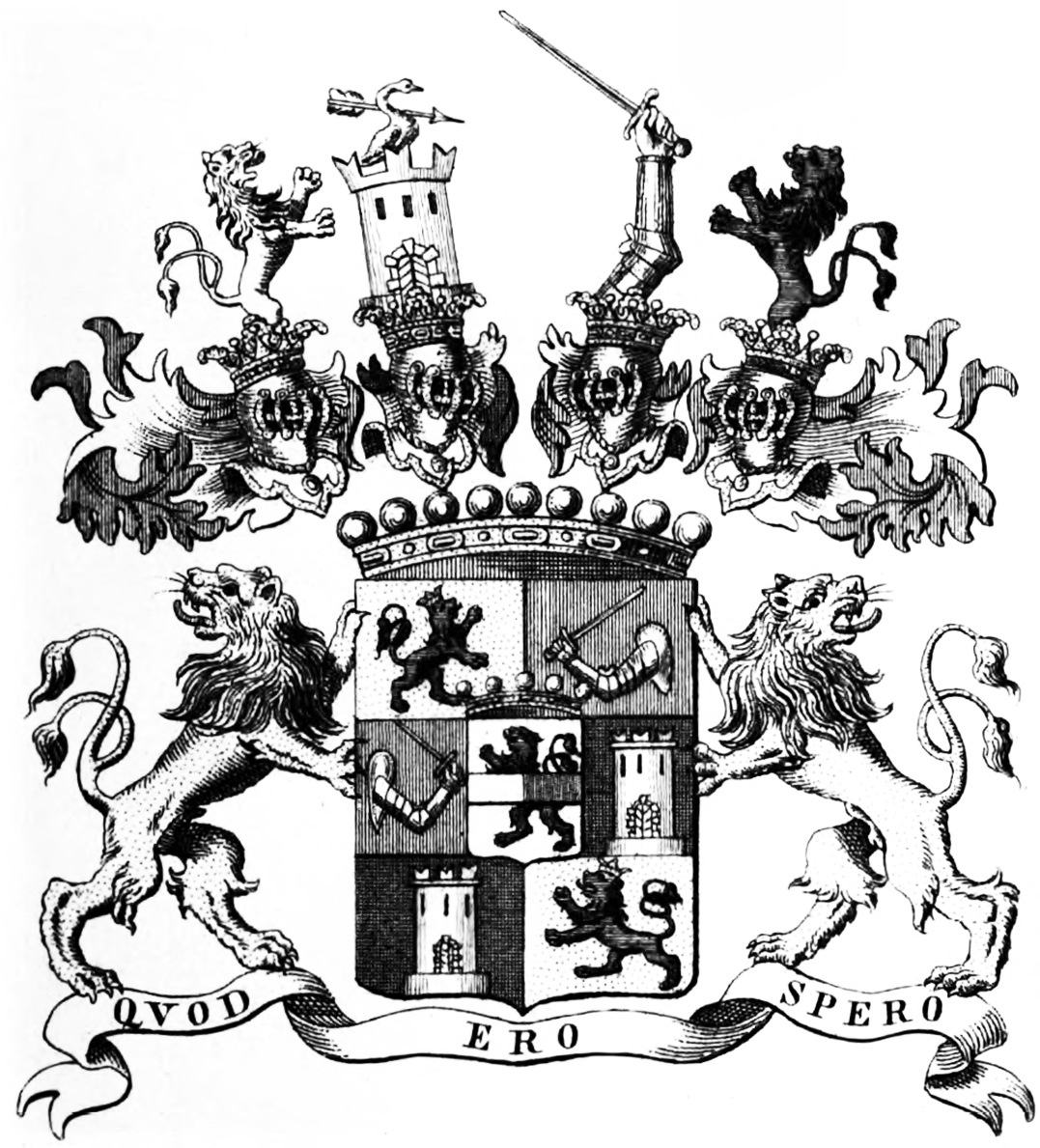
Herb hrabiów Wallis von Carrighmain

Georg Olivier von Wallis (młodszy, 2 sierpnia 1673 w Wiedniu – 19 grudnia 1744 tamże) – austriacki feldmarszałek, hrabia Rzeszy, baron Carrighmain ze szlachty walijsko-irlandzkiej od trzech pokoleń w służbie cesarskiej.

## Życiorys
Syn Georga Ernsta von Wallisa (1637–1689) barona Carrighmain i Magdaleny (1655–1712) z domu von Attems, niekiedy nazywany „młodszym” dla odróżnienia od dziadka, Oliviera Wallisa (1600–1667).
Bratem Georga Oliviera był hrabia Franz Paul von Wallis (1677–1737), gubernator Siedmiogrodu.
Wallis był uzdolnionym wodzem wojsk habsburskich w licznych kampaniach; wsławionym zwłaszcza przez zdobycie Neapolu i Messyny w czasie wojny czwórprzymierza, gubernatorem twierdzy w Mesynie i Twierdzy w Moguncji.
Po nieudanej kampanii w VII wojnie austriacko-tureckiej 1735–1739, przegranej bitwie pod Grocką (22 lipca 1739) i utracie Belgradu z północną Serbią w następstwie traktatu belgradzkiego, co przyćmiło jego blask zwycięzcy. Wallisa uwięziono na rozkaz cesarza Karola VI w twierdzy Spielberg koło Brna. Po dziewięciu miesiącach, po śmierci cesarza, został zwolniony przez Marię Teresę . Następnie często wzywany był do Wiednia jako cesarski doradca.
Georg Olivier von Wallis rezydował już wtedy w Wolanach na ziemi kłodzkiej. Po ojcu i matce Magdalenie z d. von Attems odziedziczył m.in. Trzebieszowice z przebudowanym w stylu baroku pałacem i Wolany. Ożeniony z hrabianką Marią Antonią von Götzen, córką Johanna Ernsta von Götzena (1667–1707) i siostrą Franza Antona von Götzena (1693–1738), której rodzina posiadała znaczne dobra na ziemi kłodzkiej. Drugą żoną była Maria Teresa von Kinsky (1721–1751), córka późniejszego księcia Rzeszy Stephana Wilhelma Kinsky’ego. Zakupił także m.in. klucz stroński po Althannach i Lasówkę, oraz zgromadził w swym ręku w latach 1709–1734 kilka sąsiadujących majątków, których właścicielami były ongiś m.in. stare kłodzkie rody jak Czettritzowie, Schaffgotschowie i Pannwitzowie. Po bracie odziedziczył Pławnicę, Idzików, Stary Waliszów i Lasówkę. W majątku Wernersdorf, na jego prośbę przemianowanym w 1738 na Wallisfurth (ob. Wolany), na pamiątkę krajobrazów Irlandii i Walii, skąd wyemigrowali przodkowie feldmarszałka, zbudował w 1735 wspaniały pałac; także pałac w Pławnicy 1718 i pałac Wallisów w Kłodzku  .
Podczas jednego z pobytów w Wiedniu Wallis zmarł 19 grudnia 1744 pozostawiając dobra małoletniemu synowi, Stefanowi Oliwierowi. W tym czasie Śląsk i hrabstwo kłodzkie były już w rękach Fryderyka II. Wolanami i kluczem strońskim zarządzały żona i teściowa hrabiego w imieniu jego małoletniego syna, który w wieku lat czterdziestu, w 1783 sprzedał wszystkie dobra w hrabstwie kłodzkim za 300 tys. talarów Ludwikowi W.F. von Schlabrendorfowi, krajowemu dyrektorowi budów .